# Otto von Loeben

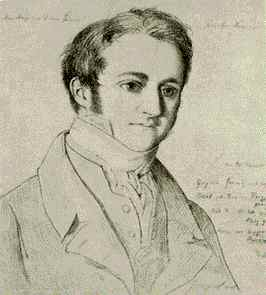
Isidorus Orientalis

Otto Heinrich Graf von Loeben (* 18. August 1786 in Dresden; † 3. April 1825 in Dresden) war ein deutscher Dichter der romantischen Bewegung, bekannt auch unter dem Pseudonym Isidorus Orientalis. Als freier Schriftsteller war er Freund und Wegbereiter von Joseph von Eichendorff und gehörte später dem Dichterkreis um Ludwig Tieck an.

## Leben
Otto Heinrich Graf von Loeben entstammte einem alten, begüterten sächsisch-schlesischen Adelsgeschlecht. Er wurde 1786 als Sohn des kursächsischen Kabinettsministers und Staatssekretärs Otto Ferdinand Graf von Loeben und dessen Frau Maria Karoline, einer Tochter des schwedischen Diplomaten Johann August von Greifenheim, in Dresden geboren und verbrachte dort seine Kindheit. Von Hauslehrern wurde er früh mit antiker und zeitgenössischer Literatur vertraut gemacht. Ab 1804 studierte Loeben in Wittenberg Rechtswissenschaften, gab das Studium aber bald auf. Er widmete sich stattdessen seinen literarischen Interessen, beschäftigte sich mit den Kunsttheorien der romantischen Bewegung und ab 1806 mit den Schriften des Novalis.
1807 übersiedelte Loeben nach Heidelberg und wurde freier Schriftsteller. Zusammen mit Joseph von Eichendorff, Wilhelm von Eichendorff und den Theologen Wilhelm Budde und Friedrich Strauß bildete er dort den Dichterzirkel „Eleusischer Bund“. Mit Joseph von Eichendorff, dem Loeben den Namen „Florens“ verlieh, verband ihn zunächst eine tiefe Freundschaft. Eichendorff distanzierte sich später von Loebens Dichtung, blieb ihm aber über lange Jahre noch freundschaftlich verbunden.
Ab 1809 stand Loeben in Berlin mit den Brüdern Eichendorff, Achim von Arnim, Clemens Brentano, Friedrich de la Motte Fouqué und Adam Müller in Beziehung. Befreundet war er mit Heinrich von Kleist, den Loeben 1814 in seiner literaturkritischen Schrift „Deutsche Worte über die Ansichten der Frau von Staël und unserer poetischen Literatur in ihrem Werk über Deutschland“ als Dramatiker und Novellisten würdigte.
1813 trat Loeben in das Banner der freiwilligen Sachsen ein und erlebte wahrscheinlich persönlich, wie 62 Mitglieder dieses Verbandes am 12. April 1814, bei dem Versuch in Miltenberg über den Main zu kommen, ertranken. Tief betroffen verfasste er daraufhin die Grabinschrift des sogenannten „Sachsengrabes in Miltenberg“.
Ab 1814 lebte Loeben in Dresden. Da der Graf und seine Familie durch den Krieg große Verluste hinnehmen mussten, hatte sich seine finanzielle Lage verschlechtert. Eng befreundet war Loeben mit der Dichterin Helmina von Chézy, die ihn in ihrer Autobiographie als Dichter und Menschen charakterisiert hat.
1817 heiratete Loeben Johanna Victoria Gottliebe Gräfin von Breßler, mit deren Familie er seit seiner Kindheit befreundet war. Die Ehe blieb kinderlos.
Ab 1819 war Loeben Teil des Dichterkreises um Ludwig Tieck, zusammen mit Wilhelm von Schütz, Ernst Friedrich Georg Otto von der Malsburg und Friedrich Graf von Kalckreuth. Nachdem sich sein Gesundheitszustand ab 1822 ständig verschlechterte, unterzog sich Loeben 1824 bei Justinus Kerner einer magnetischen Behandlung. 1825 starb er im Alter von 39 Jahren.

## Entwicklung als freier Schriftsteller
Loeben verfasste, zum Teil unter dem Pseudonym Isidorus Orientalis, als freier Schriftsteller Romane, Erzählungen, Novellen, Gedichte und literaturkritische Schriften.
In seinem Frühwerk orientierte sich Loeben an Novalis und dem protestantischen Mystiker Jakob Böhme und versuchte, als Dichterprophet eine mystische Universalreligion zu verkünden. Dies wird z. B. in seinem ersten Roman Guido von 1808 deutlich, mit dem er Novalis’ Heinrich von Ofterdingen vollenden und übertreffen wollte. Wahrscheinlich sind in der Heidelberger Zeit über Loeben einige der Kreuz- und Kreisfiguren Jakob Böhmes auch an Joseph von Eichendorff weitergegeben worden und dort als literarische „Formeln“ verarbeitet worden.
Angeregt von Miguel de Cervantes Saavedras Schäferroman Galatea stilisierte Loeben im 1810 entstandenen Schäfer- und Ritterroman Arkadien ein deutsches Arkadien und vollzog so die christliche-patriotische Wendung der romantischen Bewegung mit.
Insgesamt brachte ihm sein Frühwerk jedoch keinen literarischen Erfolg ein. Kritisiert wurde vor allem die fantastische, übersteigerte, sich zum Teil selbst parodierende Darstellung. Daraufhin zog sich Loeben zunächst aus der Öffentlichkeit zurück.
Ab 1814 verfasste Loeben literaturkritische Schriften, wie die Deutschen Worte über die Ansichten der Frau von Staël von unserer poetischen Litteratur in ihrem Werk über Deutschland oder die Schrift Lotosblätter. Fragmente von Isidorus von 1817, in der er das „frühromantische“ Enzyklopädie- und Bibelprojekt von Novalis und Friedrich Schlegel aufgriff und christlich interpretierte.
In seinem Spätwerk ab 1819 wandte sich Loeben einer historisierenden Dichtung zu, die sich vor allem der Restauration altdeutscher und südeuropäischer literarischer Traditionen verpflichtet fühlte. Loeben orientierte sich nun stärker am literarischen Markt und am Unterhaltungsbedürfnis der Leser und konnte sich als populärer Dichter in der Öffentlichkeit etablieren. Fast alle seiner Schriften wurden in literarischen Zeitschriften wohlwollend rezensiert. Seine 1821 erschienene Dichtung Der Lureleyfels hat vermutlich Heinrich Heine zu dessen Loreley-Gedicht veranlasst.
Loebens letzter, psychologischer Roman Morgensterns Seelenkämpfe von 1824, ein Bildungsroman, der als romantisch-antirationalistische Reaktion auf die Konstitution der Psychologie als Wissenschaft und Replik auf den Roman Anton Reiser von Karl Philipp Moritz gedeutet wurde, ist nur als Handschrift erhalten.

## Werke

### Romane
- Guido. Roman. Schwan und Götz, Mannheim 1808.
- Arkadien. Ein Schäfer- und Ritterroman. 2 Teile. Schöne, Berlin 1811/1812.
- Morgensterns Seelenkämpfe. Ein psychologischer Roman (1824). Handschrift von 272 Seiten im Akademiearchiv der Berlin-Brandenburgischen Akademie der Wissenschaften.

### Erzählungen, Novellen, Gedichte
- Julius und Blanka. Novelle. In: Morgenblatt für gebildete Stände Nr. 139, 140. Cotta, Tübingen 1808.
- Blätter aus dem Reisebüchlein eines andächtigen Pilgers. Gedichte. Schwan und Götz, Mannheim 1808.
- Gedichte. Sander, Berlin 1810.
- Schuld und Unschuld. Novelle. In: Erholungen. Thüringisches Unterhaltungsblatt für Gebildete. 2. Jg. Nr. 10–12. Keyser, Erfurt 1813.
- Rosengarten. Dichtungen. 2 Bde. Brockhaus, Altenburg / Leipzig 1817. (Das weiße Roß. Die Sonnenkinder. Die Perle und die Maiblume. Cephalus und Procris. Ferdusi. Persiens Ritter. Die Zaubernächte am Bosporus.)
- Der Liebe Selbstvernichtung. Novelle. In: Urania. Taschenbuch für Damen auf das Jahr 1817. Brockhaus, Leipzig, S. 81–110.
- Leda. Erzählung. In: Urania auf das Jahr 1818. S. 305–337.
- Prinz Floridio. Ein Märchen. In: Urania auf das Jahr 1819. S. 319–370.
- Ritterehr’ und Minnedienst Alte romantische Geschichten. Der grüne Vogel. Der Falke. Der Rosenbecher. Markgraf Walter und Griseldis. Christiani, Berlin 1819.
- Liebesdemuth. Erzählung. In: August Gebauer (Hrsg.): Morgenröthe. 1. Theil. Büschler, Elberfeld 1819. S. 144–192.
- Die Todtenmahnung. Erzählung. In: Friedrich Kind (Hrsg.): W.G. Becker’s Taschenbuch zum geselligen Vergnügen auf das Jahr 1819. Göschen, Leipzig.
- Die Fürstenkinder. Erzählung. In: Cornelia. Taschenbuch für deutsche Frauen auf das Jahr 1820. Engelmann, Heidelberg, S. 124–155.
- Das Nachtabenteuer. Novelle. In: Stephan Schütze (Hrsg.): Taschenbuch auf das Jahr 1820, der Liebe und Freundschaft gewidmet. Wilmans, Frankfurt am Main, S. 271–325.
- Stiefmütterchen. Eine deutsche Geschichte. In: W.G. Becker’s Taschenbuch auf das Jahr 1820. S. 78–112.
- Loreley. Eine Sage vom Rhein. In: Urania. Taschenbuch auf das Jahr 1821. S. 325–344.
- Die lustigen Musicanten. Erzählung. In: W.G. Becker’s Taschenbuch auf das Jahr 1821. S. 143–196.
- Die Irrsale Klotars und der Gräfin Sigismunda. Eine romantische Geschichte. Hahn, Altenburg 1821.

- Das Nebeltor. Gedicht. In: Urania. auf das Jahr 1823. S. 319.

- Erzählungen. 2 Bde. Hilscher, Dresden 1822 und 1824. (Die Todtenmahnung. Lesko und Faniska. Der Tuneser und der Pisaner. Der Brillantenschmuck. Die Sühnung. Der Sclavenring.)
- Der Pilger und die Pfalzgräfin. Ein Ritterlied. Groos, Heidelberg und Leipzig 1825.